# Bota de Oro de la Major League Soccer
La Bota de Oro de la MLS (en inglés MLS Golden Boot), conocida oficialmente como la Budweiser Golden Boot por motivos comerciales, es el premio que se otorga al final de cada temporada de la Major League Soccer al máximo goleador.
El premio, que se otorga desde 2005, tiene como ítem de desempate el número de asistencias en caso de que haya dos o más jugadores con igual número de goles anotados. 
Este premio reemplazó el Premio al Campeón Goleador de la MLS (MLS Scoring Champion Award), que fue el premio al goleador desde la fundación de la liga en 1996, el cual era un sistema de puntos con dos unidades por goles y una por cada asistencia.

## Campeón goleador
Los futbolistas a la izquierda ganaron el premio al Campeón Goleador, los ubicados a la derecha fueron los máximos anotadores de la temporada.
| Temporada | Futbolista               | Equipo                            | Puntos | Futbolista                  | Equipo                                    | Goles |
| --------- | ------------------------ | --------------------------------- | ------ | --------------------------- | ----------------------------------------- | ----- |
| 1996      | Roy Lassiter             | Tampa Bay Mutiny                  | 58     | Roy Lassiter                | Tampa Bay Mutiny                          | 27    |
| 1997      | Preki                    | Kansas City Wizards               | 41     | Jaime Moreno                | D.C. United                               | 16    |
| 1998      | Stern John               | Columbus Crew                     | 57     | Stern John                  | Columbus Crew                             | 26    |
| 1999      | Jason Kreis              | Dallas Burn                       | 51     | Jason Kreis                 | Dallas Burn                               | 18    |
| 2000      | Mamadou Diallo           | Tampa Bay Mutiny                  | 56     | Mamadou Diallo              | Tampa Bay Mutiny                          | 26    |
| 2001      | Alex Pineda Chacón       | Miami Fusion                      | 47     | Alex Pineda Chacón          | Miami Fusion                              | 19    |
| 2002      | Taylor Twellman          | New England Revolution            | 52     | Carlos Ruiz                 | Los Angeles Galaxy                        | 24    |
| 2003      | Preki                    | Kansas City Wizards               | 41     | Carlos Ruiz Taylor Twellman | Los Angeles Galaxy New England Revolution | 15    |
| 2004      | Amado Guevara Pat Noonan | MetroStars New England Revolution | 30     | Brian Ching                 | San Jose Earthquakes                      | 12    |

## Bota de Oro
| Temporada | Futbolista              | Equipo                 | Goles |
| --------- | ----------------------- | ---------------------- | ----- |
| 2005      | Taylor Twellman         | New England Revolution | 17    |
| 2006      | Jeff Cunningham         | Real Salt Lake         | 16    |
| 2007      | Luciano Emílio          | D.C. United            | 20    |
| 2008      | Landon Donovan          | Los Angeles Galaxy     | 20    |
| 2009      | Jeff Cunningham         | FC Dallas              | 17    |
| 2010      | Chris Wondolowski       | San Jose Earthquakes   | 18    |
| 2011      | Dwayne De Rosario       | D.C. United            | 16    |
| 2012      | Chris Wondolowski       | San Jose Earthquakes   | 27    |
| 2013      | Camilo Sanvezzo         | Vancouver Whitecaps    | 22    |
| 2014      | Bradley Wright-Phillips | New York Red Bulls     | 27    |
| 2015      | Sebastian Giovinco      | Toronto FC             | 22    |
| 2016      | Bradley Wright-Phillips | New York Red Bulls     | 24    |
| 2017      | Nemanja Nikolić         | Chicago Fire           | 24    |
| 2018      | Josef Martínez          | Atlanta United FC      | 31    |
| 2019      | Carlos Vela             | Los Angeles FC         | 34    |
| 2020      | Diego Rossi             | Los Angeles FC         | 14    |
| 2021      | Valentin Castellanos    | New York City          | 19    |
| 2022      | Hany Mukhtar            | Nashville SC           | 23    |
| 2023      | Denis Bouanga           | Los Angeles FC         | 20    |
| 2024      | Christian Benteke       | D.C. United            | 23    |